# Powelliphanta marchantii
Espèce
Statut de conservation UICN

 NT  : Quasi menacé
Powelliphanta marchanti est une espèce de mollusques gastéropodes de la famille des Rhytididae.

## Distribution
Cette espèce est endémique de Nouvelle-Zélande.

## Publication originale
- Powell, 1932 : The Paryphantidae of New Zealand. Descriptions of further new species. Records of the Auckland Institute and Museum, vol. 1, n. 3, p. 155-162.